# HK Metallurg Magnitogorsk
Der HK Metallurg Magnitogorsk (russisch ХК Металлург Магнитогорск) ist ein 1950 gegründeter Eishockeyklub der russischen Stadt Magnitogorsk.  Magnitogorsk spielt in der Kontinentalen Hockey-Liga und trägt seine Heimspiele in der 7500 Zuschauer fassenden Arena Metallurg aus. Die Vereinsfarben sind blau, rot und weiß.

## Geschichte
Nachdem der 1950 gegründete Klub 1981 noch in der vierthöchsten Spielklasse gespielt hatte und in diesem Jahr den Aufstieg in die Perwaja Liga geschafft hatte, entwickelte sich die Mannschaft zu einem der Top-Teams in Russland.

Logo des Klubs bis 2013

Zunächst stieg die Mannschaft als drittplatzierter der Perwaja Liga 1990 in die zweitklassige Wysschaja Liga auf. Nur zwei Spielzeiten später glückte der Aufstieg in die höchste Spielklasse sowie wenig später die Aufnahme in die Superliga. Dort wurde das Team 1999, 2001 und 2007 Russischer Meister sowie 1996, 1998 und 2004 Vizemeister. Zudem gelang 1998 der Gewinn im Pokalwettbewerb.
Auch auf internationaler Ebene konnte Magnitogorsk in jüngerer Vergangenheit diverse Erfolge feiern. 1999 sicherte sich das Team erstmals den Gewinn der IIHF European Hockey League. Der Titel konnte ein Jahr später erfolgreich verteidigt werden. Des Weiteren gewann Metallurg die Austragung des Spengler Cup 2005. Mit dem Sieg im IIHF European Champions Cup im Jahr 2008 gewann die Mannschaft die letzte Austragung des Wettbewerbs, wodurch sie automatisch für die Champions Hockey League 2008/09 qualifiziert war, und um den erstmals ausgetragenen Victoria Cup gegen die New York Rangers aus der National Hockey League antrat. Magnitogorsk verlor das Spiel trotz einer zwischenzeitlichen 3:0-Führung mit 3:4.

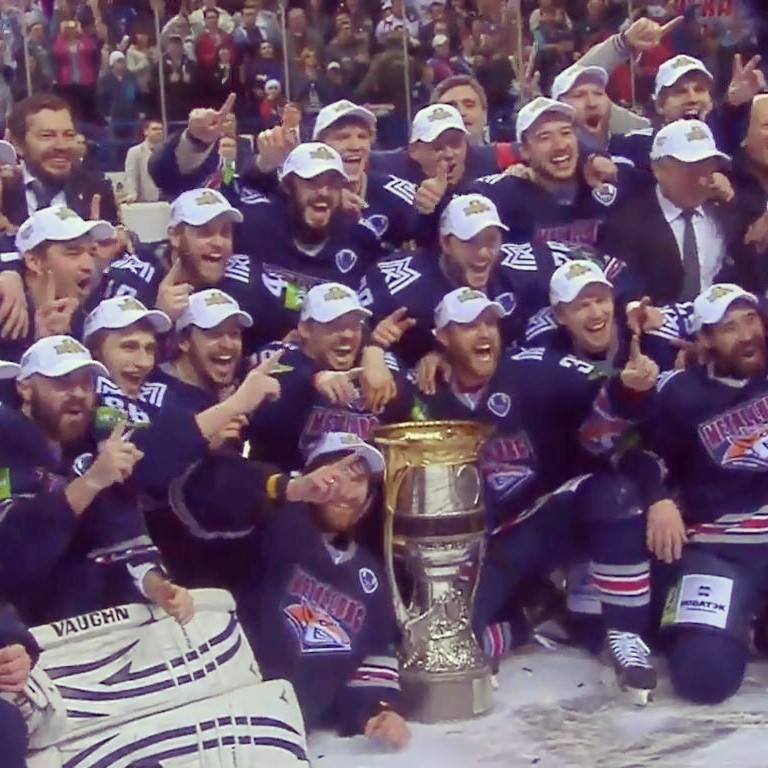
Meisterschaftsfeier (2014)

In der Saison 2008/09 erreichte Metallurg das Finale der Champions Hockey League, in dem die Mannschaft den ZSC Lions aus der Schweiz nach einem 2:2 im Hinspiel im Rückspiel mit 0:5 unterlag.
Im Jahr 2014 konnte der Verein erstmals den Gagarin-Pokal, den Titel des Meisters der KHL gewinnen, im Finale wurde der HC Lev Prag bezwungen. 2016 wurde der Gagarin-Pokal erneut gewonnen, diesmal setzte sich Metallurg in der Finalserie mit 4:3 gegen HK ZSKA Moskau durch. Acht Jahre später folgte der dritte Titelgewinn.

## Trainer
| - 1955–1956 Felix Sacharowitsch Mirski - 1957–1958 Georgi Leonidowitsch Modruchowitsch - 1969–1971 Georgi Leonidowitsch Modruchowitsch - 1971–1976 Waleri Wiktorowitsch Postnikow - 1976–1979 Chalim Salimowitsch Mingalejew - 1979–1996 Waleri Postnikow - 1996–2003 Waleri Beloussow - 2003–2005 Marek Sykora - 2005–2006 Dave King | - 2006–2007 Fjodor Kanareikin - 2007–2008 Waleri Wiktorowitsch Postnikow - 2008–2010 Waleri Beloussow - 2010–2011 Kari Heikkilä - 2011 – 7. Oktober 2011 Alexander Edgardowitsch Barkow - 2011–2012 Fjodor Kanareikin - 2012–2013 Paul Maurice - 2013–2015 Mike Keenan - 2015–2017 Ilja Worobjow - seit 2017 Wiktor Koslow |

## Bekannte ehemalige Spieler
| - Boris Tortunow (1992–2003) - Jewgeni Koreschkow (1994–2004) - Alexander Koreschkow (1994–2004) - Wladimir Antipin (1997–2000) - Konstantin Schafranow (1994–1999) - Michail Borodulin (1994–2000) - Sergei Ossipow (1992–2004) | - Andrei Rasin (1994–2005) - Rawil Gusmanow (1998–2009) - Alexander Golz (1992–2002) - Andrei Sokolow (1994–2005) - Sergei Gomoljako (1995–2003) - Waleri Karpow (1997–2005) - Jewgeni Malkin (2003–2006) | - Alexei Kaigorodow (seit 2001) - Petr Sykora (2004/05) - Patrik Eliáš (2004/05) - Sergei Gontschar (2004/05) - Jewgeni Nabokow (2004/05) - Nikolai Kuljomin (2004–2008) - Anton Chudobin (bis 2005; 2006/2007) - Dmitri Juschkewitsch (2005/06) | - Travis Scott (2005–2008) - Igor Koroljew (2005–2008) - Jewgeni Warlamow (2003–2011) - Witali Atjuschow (2003–2011) - Jan Marek (2006–2010) - Jaroslav Kudrna (2006–2010) | - Sergei Fjodorow (2009–2012) - Ryan O’Reilly (2012) - Mats Zuccarello (2012–2013) - Wladislaw Kamenew (bis 2015) - Ilja Samsonow (bis 2018) - Nick Shore (2018–2019) |